# 1516
| [ Edytuj tabelę ]                          | |
| Król Polski                                | - 1507 Zygmunt I Stary 1548 |
| Współksiążęta Andory                       | - 1515 Joan d’Espés 1530 - 1513 Katarzyna z Nawarry 1517 - 1484 Jan III 1516 |
| Król Anglii                                | - 1509 Henryk VIII 1547 |
| Król Aragonii i Walencji, hrabia Barcelony | - 1479 Ferdynand Aragoński 1516 |
| Władca Azteków                             | - 1502 Montezuma II 1520 |
| Elektor Brandenburgii                      | - 1499 Joachim I Nestor 1535 |
| Książę Bawarii                             | - 1508 Wilhelm IV 1550 - 1516 Ludwik X 1545 |
| Sułtan Brunei                              | - 1473 Bolkiah 1521 |
| Cesarz Chin                                | - 1505 Zhengde 1521 |
| Król Czech                                 | - 1490 Władysław II Jagiellończyk 1516 - 1516 Ludwik II Jagiellończyk 1526 |
| Król Danii                                 | - 1513 Chrystian II 1523 |
| Dalajlama                                  | - 1475 Gendun Gjaco 1541 |
| Władca Egiptu                              | - 1501 Kansuh al-Ghauri 1516 - 1516 Al-Aszraf Tumanbaj 1516 |
| Cesarz Etiopii                             | - 1508 Lybne Dyngyl 1540 |
| Król Francji                               | - 1515 Franciszek I 1547 |
| Król Hiszpanii                             | - 1516 Karol I 1556 |
| Hrabia Holandii                            | - 1515 Karol I Habsburg 1555 |
| Szach Iranu                                | - 1501 Isma’il I 1524 |
| Władca Inków                               | - 1493 Huayna Capac 1527 |
| Lord Irlandii                              | - 1509 Henryk VIII Tudor 1542 |
| Cesarz Japonii                             | - 1500 Go-Kashiwabara 1526 |
| Kalif                                      | - 1508 Al-Mutawakkil III 1517 |
| Król Kastylii i Leónu                      | - 1506 Ferdynand Aragoński 1516 |
| Patriarcha Konstantynopola                 | - 1513 Teolept I 1522 |
| Władca Korei                               | - 1506 Chungjong 1544 |
| Wielki książę litewski                     | - 1506 Zygmunt I Stary 1548 |
| Sułtan Maroka                              | - 1505 Muhammad al-Burtukali 1524 |
| Senior Monako                              | - 1505 Lucjan 1523 |
| Wielki książę moskiewski                   | - 1505 Wasyl III 1533 |
| Król Nawarry                               | - 1484 Katarzyna z Nawarry i Jan d’Albret 1516 - 1516 Henryk II 1555 |
| Król Norwegii                              | - 1513 Chrystian II 1523 |
| Sułtan Omanu                               | - 1500 Muhammad ibn Isma’il 1529 |
| Elektor Palatynatu                         | - 1508 Ludwik V 1544 |
| Papież                                     | - 1513 Leon X 1521 |
| Król Portugalii                            | - 1495 Manuel I 1521 |
| Cesarz Rzymski (niemiecki)                 | - 1493 Maksymilian I Habsburg 1519 |
| Kapitanowie Regenci San Marino             | - 1515 Francesco di Girolamo Belluzzi Antonio di Bartolo 1516 - 1516 Camillo di Menetto Bonelli Girolamo di Giuliano Gozi 1516 - 1516 Diotallevo Corbelli Sammaritano di Andrea Tini 1517 |
| Elektor Saksonii                           | - 1486 Fryderyk I Mądry 1525 |
| Król Szkocji                               | - 1513 Jakub V 1542 |
| Król Szwecji                               | - 1512 Sten Sture Młodszy Svantesson 1520 |
| Król Tajlandii                             | - 1491 Ramathibodi II 1529 |
| Sułtan Turków                              | - 1512 Selim I Groźny 1520 |
| Doża Wenecji                               | - 1501 Leonardo Loredano 1521 |
| Król Węgier                                | - 1490 Władysław II 1516 - 1516 Ludwik II 1526 |
| Cesarz Wietnamu                            | - 1509 Lê Tương Dực 1516 - 1516 Lê Quang Trị 1516 - 1516 Lê Chiêu Tông 1522 |
| Wielki mistrz zakonu krzyżackiego          | - 1510 Albrecht Hohenzollern 1525 |

Rok 1516 / MDXVI
stulecia: XV wiek ~
XVI wiek ~
XVII wiek

lata: 1506 «
1511 «
1512 «
1513 «
1514 «
1515 «
1516
» 1517
» 1518
» 1519
» 1520
» 1521
» 1526

## Wydarzenia w Polsce
- 5 kwietnia – Układ kolowratski, zawarty 12 lat wcześniej między wrocławską kapitułą a stanami śląskimi i miastem Wrocławiem, został uznany za nieważny przez papieża Leona X.
- W czasie wizytacji klasztoru franciszkanów w Krakowie zakonnicy zabili Wojciecha Fontyna[1].

## Wydarzenia na świecie
- 23 kwietnia – zostało uchwalone Bawarskie Prawo Czystości, które regulowało ceny piwa i wymieniało jego składniki.
- 29 listopada – Szwajcarzy i Francuzi podpisali tzw. Wieczny Pokój.
- Hiszpański żeglarz Juan Díaz de Solís odkrył ujście rzeki La Plata.
- Papież Leon X ustanowił odpusty.
- Powstała pierwsza stała linia pocztowa Wiedeń-Bruksela.
- Tomasz Morus opublikował swoją wizję idealnego państwa (Utopia}.
- Karol I został królem Hiszpanii.

## Urodzili się
- 18 lutego – Maria I Tudor, królowa Anglii (zm. 1558)
- 26 marca – Konrad Gesner, szwajcarski lekarz, przyrodnik, bibliograf, filolog, lingwista, leksykolog (zm. 1565)
- 5 listopada – Martin Helwig, pedagog i kartograf, „ojciec śląskiej kartografii” (zm. 1574)
- 17 listopada – Klemens Janicki, polski poeta piszący w języku łacińskim, humanista (zm. 1543)

## Zmarli
- 23 stycznia – Ferdynand Aragoński, król Aragonii, Kastylii, Neapolu i Sycylii (ur. 1452)
- 13 marca – Władysław II Jagiellończyk, król czeski, węgierski i chorwacki (ur. 1456)
- 17 marca – Julian II Medyceusz, władca Florencji (ur. 1479)
- 20 marca – Baptysta Spagnoli, włoski karmelita, błogosławiony katolicki (ur. 1447)
- 9 sierpnia – Hieronim Bosch, malarz holenderski (ur. ok. 1450)
- 16 października – Franciszek Florentczyk, architekt renesansu (ur. ?)
- 29 listopada – Giovanni Bellini, malarz włoski (ur. ok. 1430)